# Сифон (техніка)

Сифон.

Сифо́н, лівар (рос. siphon, dive culvert, siphon drain; нім. Siphon m, від грец. σίφων) — в техніці — гідравлічний пристрій у вигляді зігнутої трубки з колінами різної довжини, якою переливають рідину з однієї посудини в іншу (з нижчим рівнем рідини). Конструктивно — це вигнута самоплинна труба, частина якої розміщена вище горизонту рідини в резервуарі (водоймі), який живить цю трубу, з колінами різної довжини, для відведення рідини з однієї ємності в іншу, розташовану нижче. Рідина, під впливом розрідження у довшому коліні, відсмоктується з верхньої посудини, проходячи згин трубки вище вихідного рівня, і виливається вільно у нижню посудину, якщо не порушена нерозривність потоку рідини на всій довжині трубки.
Сифон, наприклад, застосовується в безнапірному (сифонному) гідроциклоні для створення перепаду тиску пульпи, а також в деяких конструкціях реагентних живильників тощо.

## Зноски
1. ↑  Лівар // Великий тлумачний словник сучасної української мови. — «Перун». 2005. — C. 617.

## Інтернет-ресурси
- The Straight Dope: How Does A Siphon work?(англ.)
- Pnematics of Hero of Alexandria — Interesting Applications of Siphons (англ.)
- Сифон, навчальний фільм